# Eupyrgus pacificus
Eupyrgus pacificus is een zeekomkommer uit de familie Eupyrgidae.
De wetenschappelijke naam van de soort werd in 1905 gepubliceerd door Hjalmar Östergren.